# بدر الحمود
بدر الحمود ( 13 سبتمبر 1985 في المنطقة الشرقية) مخرج ورائد أعمال وكاتب سينمائي سعودي. أخرج العديد من الأفلام قصيرة وعدداً من الإعلانات التلفزيونية. نالت أفلامُه جوائزَ في «مهرجان الخليج السينمائي»، «مهرجان أبوظبي السينمائي»، و«مهرجان أفلام السعودية».

## حياته المهنية
یعمل الحمود منذ 2009م وحتى الآن بصفته مدیراً تنفیذياً في مؤسسة بي فیلمز للإنتاج الفني Bfilms. حيث يعمل على تقديم الخدمات الفنیة والاستشاریة للجهات الإعلامية. لاقت أفلامه صيتاً في المجتمع السعودي، كفیلم مونوبولي الذي نشر عام 2011م على الیوتیوب. الذي طرح من خلاله قضیة الإسكان في السعودیة وأحدث من خلاله تفاعلاً واهتماماً اجتماعياً وحكومياً.
أسس الحمود منصة معنى الثقافیة في مارس 2019م وهي منصة ويب تعنى بنشر المعرفة والفنون عبر مجموعة مواد مقروءة ومسموعة ومرئیة. إضافة لنشاطها في مجال الترجمة والنشر وتوزیع الكتب.
رأس لجنة تحكيم المهرجان السينمائي الخليجي في دورته الرابعة عام 2024م.

## الأفلام المُخرَجة
عُرضت بعض أفلام الحمود على موقع اليوتيوب، ومنها:
- سكراب. (2015)
- مونوبولي. (2011)
- داكن. (2010)
- شرود. (2009)
- أبيض وأبيض. (2008)
- كتاب الرمال. (2013)
- قلم المرايا. (2014)
- فضيلة أن تكون لا أحد. (2017)

## الجوائز
فاز بجائزة «الثقافة للشباب» في الدورة الثانية من مبادرة الجوائز الثقافية الوطنية عام 2022، وذلك تقديراً لجهوده في صناعة الأفلام ومبادرات النشر والترجمة والمشاريع التقنية.

## روابط خارجية
- بدر الحمود على موقع IMDb (الإنجليزية)